# Ashes (Tristania)
Ashes è il quarto album della gothic metal band norvegese Tristania, il primo in collaborazione con la Steamhammer Records che ne ha curato la distribuzione. L'album è uscito il 24 gennaio 2005.

## Album
Questo lavoro rappresenta una svolta nello stile musicale della band che per la prima volta elimina i cori. Il sound generale dell'album è più pesante rispetto ai precedenti, e nettamente più orientato verso il doom metal tradizionale anche per la totale assenza di suoni elettronici e delle componenti orchestrali e sinfoniche, ad eccezione della voce di Vibeke Stene e Østen Bergøy, che tanto avevano contribuito a delineare lo stile della band. Da segnalare in particolare la mancata partecipazione dell'ex violinista Pete Johansen.
Questo è il primo e unico album registrato dai Tristania insieme a Kjetil Ingebrethsen, che abbandonerà la band l'anno successivo, nel 2006.

## Tracce
1. Libre (Hermansen, Tristania) – 4:30
2. Equilibrium (Tristania) – 5:49
3. The Wretched (Hermansen, Tristania) – 7:00
4. Cure (Tristania) – 5:59
5. Circus (Hermansen, Tristania) – 5:08
6. Shadowman (Tristania) – 6:31
7. Endogenesis (Tristania) – 7:36

### Tracce bonus
1. The Gate (Tristania) – 6:20
2. Bird (Tristania) – 7:41

## Singoli
1. Libre (2005)
2. Equilibrium (2006)

## Formazione
- Vibeke Stene – voce femminile
- Østen Bergøy – voce maschile
- Kjetil Ingebrethsen – voce death
- Anders Høvyvik Hidle – chitarra solista, cori
- Svein Terje Solvang – chitarra ritmica
- Einar Moen – tastiere, programmazione, cori
- Rune Østerhus – basso
- Kenneth Ølsson – batteria

### Collaboratori
- Hans Josef Groh - violoncello in The Wretched, Shadowman e Endogenisis